# Liste des églises de Wallis-et-Futuna
Pour un article plus général, voir Religion à Wallis-et-Futuna.
Cette liste des églises de Wallis-et-Futuna recense les églises et les chapelles de la collectivité d'outre-mer de Wallis-et-Futuna. La religion catholique joue un rôle prépondérant dans ces sociétés polynésiennes, et de nombreuses églises sont présentes dans les différents villages. Ces églises ont été construites par les villageois et financées par des dons. 

## Statistiques
Wallis-et-Futuna n'est pas divisé en communes, mais comprend 36 villages répartis dans trois royaumes coutumiers : Uvea (subdivisé en trois districts : Hihifo, Hahake, Mu'a) à Wallis, Alo et Sigave à Futuna. Toutes les églises sont situées dans le diocèse de Wallis-et-Futuna. Depuis 2018, le diocèse de Wallis-et-Futuna compte 5 paroisses.

## Historique

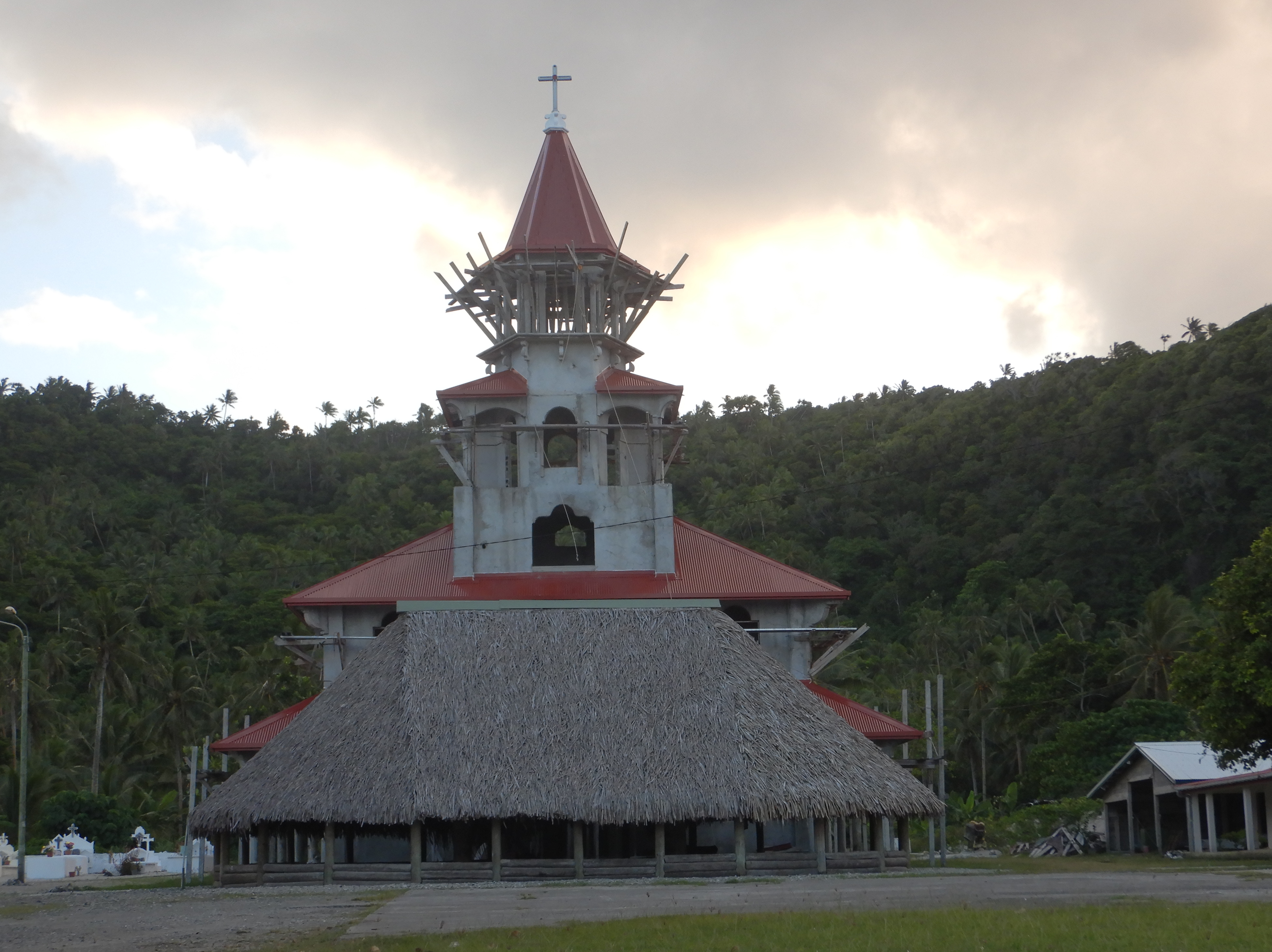
Chapelle dédiée à la Croix Glorieuse en construction à Tavai depuis 2012 (photo de 2018).

Dans les années 2000, plusieurs édifices religieux sont construits à Wallis-et-Futuna : l'église Notre-Dame-de-Lourdes de Lausikula à Mu'a (consacrée en septembre 2014) ou encore la chapelle Saint-Pierre Chanel à Vaisei (consacrée en 2018). 
Depuis 2012, une chapelle est en construction à Tavai à Futuna et une autre à Ono dédiée à Sainte Thérèse de l'Enfant Jésus (travaux en cours en décembre 2021).

## Liste

### Église catholique
La liste suivante recense les églises catholiques de Wallis-et-Futuna, en incluant les chapelles et les cathédrales. La date indique la ou les dates de construction. 
| Église                                            | Commune                             | Adresse | Coordonnées                         | Notice | Protection | Date | Illustration                                      |
| ------------------------------------------------- | ----------------------------------- | ------- | ----------------------------------- | ------ | ---------- | ---- | ------------------------------------------------- |
| Basilique Saint-Pierre-Chanel de Poi              | Poi (Alo)                           |         | 14° 17′ 43″ sud, 178° 05′ 34″ ouest |        |            |      | Basilique Saint-Pierre-Chanel de Poi              |
| Chapelle Saint-Pierre-Chanel de Poi               | Poi (Alo)                           |         | 14° 17′ 42″ sud, 178° 05′ 31″ ouest |        |            |      | Image manquante Téléverser                        |
| Église de Notre-Dame des Martyrs                  | Ono (Alo)                           |         | 14° 18′ 34″ sud, 178° 06′ 56″ ouest |        |            |      | Église de Notre-Dame des Martyrs                  |
| Église Sainte-Thérèse d'Ono                       | Ono (Alo)                           |         | 14° 18′ 39″ sud, 178° 06′ 38″ ouest |        |            |      | Église Sainte-Thérèse d'Ono                       |
| Chapelle du Sacré-Cœur d'Alofitai                 | Alofitai (Alo)                      |         | 14° 19′ 52″ sud, 178° 03′ 50″ ouest |        |            |      | Chapelle du Sacré-Cœur d'Alofitai                 |
| Chapelle Saint-Michel de Mala'e                   | Mala'e (Alo)                        |         | 14° 18′ 33″ sud, 178° 07′ 16″ ouest |        |            |      | Chapelle Saint-Michel de Mala'e                   |
| Chapelle de Vele                                  | Vele (Alo)                          |         | 14° 18′ 42″ sud, 178° 04′ 42″ ouest |        |            |      | Image manquante Téléverser                        |
| Église Sainte-Marie de Taoa                       | Taoa (Alo)                          |         | 14° 18′ 31″ sud, 178° 07′ 37″ ouest |        |            |      | Image manquante Téléverser                        |
| Église de la Sainte-Famille d'Alo                 | Tuatafa (Alo)                       |         | 14° 18′ 31″ sud, 178° 07′ 06″ ouest |        |            |      | Église de la Sainte-Famille d'Alo                 |
| Chapelle Saint-Pierre-Chanel de Kolia             | Kolia (Alo)                         |         | 14° 18′ 27″ sud, 178° 05′ 53″ ouest |        |            |      | Image manquante Téléverser                        |
| Chapelle de la Vierge-Marie de Tufu'one           | Tufu'one, entre Poi et Tamana (Alo) |         | 14° 17′ 26″ sud, 178° 05′ 56″ ouest |        |            |      | Image manquante Téléverser                        |
| Chapelle de Tamana                                | Tamana (Alo)                        |         | 14° 17′ 01″ sud, 178° 06′ 18″ ouest |        |            |      | Image manquante Téléverser                        |
| Chapelle d'Olu                                    | Alo                                 |         | 14° 16′ 43″ sud, 178° 06′ 40″ ouest |        |            |      | Image manquante Téléverser                        |
| Chapelle de la Sainte-Famille de Kapau            | Alo                                 |         | 14° 15′ 22″ sud, 178° 08′ 37″ ouest |        |            |      | Image manquante Téléverser                        |
| Église Sainte-Bernadette de Leava                 | Leava (Sigave)                      |         | 14° 17′ 32″ sud, 178° 09′ 32″ ouest |        |            |      | Image manquante Téléverser                        |
| Église de Sausau                                  | Sigave                              |         | 14° 17′ 20″ sud, 178° 10′ 01″ ouest |        |            |      | Église de Sausau                                  |
| Église de Vilamalia                               | Sigave                              |         | 14° 17′ 56″ sud, 178° 09′ 24″ ouest |        |            |      | Image manquante Téléverser                        |
| Chapelle Sainte-Marie de Toloke                   | Toloke (Sigave)                     |         | 14° 15′ 11″ sud, 178° 10′ 51″ ouest |        |            |      | Image manquante Téléverser                        |
| Chapelle Saint-Joseph de Fiua                     | Fiua (Sigave)                       |         | 14° 16′ 09″ sud, 178° 10′ 27″ ouest |        |            |      | Chapelle Saint-Joseph de Fiua                     |
| Chapelle Saint-Pierre Chanel de Vaisei            | Vaisei (Sigave)                     |         | 14° 16′ 28″ sud, 178° 10′ 17″ ouest |        |            |      | Image manquante Téléverser                        |
| Chapelle d'Oneliki                                | Sigave                              |         | 14° 14′ 50″ sud, 178° 09′ 33″ ouest |        |            |      | Image manquante Téléverser                        |
| Chapelle de Fatuloli                              | Sigave                              |         | 14° 14′ 36″ sud, 178° 10′ 17″ ouest |        |            |      | Image manquante Téléverser                        |
| Cathédrale Notre-Dame-de-l'Assomption de Mata-Utu | Mata Utu (Hahake)                   |         | 13° 16′ 58″ sud, 176° 10′ 24″ ouest |        |            |      | Cathédrale Notre-Dame-de-l'Assomption de Mata-Utu |
| Église Saint-Joseph de Mala'efo'ou                | Mala'efo'ou (Mu'a)                  |         | 13° 20′ 44″ sud, 176° 12′ 12″ ouest |        |            |      | Église Saint-Joseph de Mala'efo'ou                |
| Église du Sacré-Cœur de Tepa                      | Tepa (Mu'a)                         |         | 13° 19′ 09″ sud, 176° 11′ 25″ ouest |        |            |      | Image manquante Téléverser                        |
| Chapelle Sainte Bernadette de Lausikula           | Vaimalau (Mu'a)                     |         | 13° 18′ 52″ sud, 176° 14′ 39″ ouest |        |            | 2014 | Image manquante Téléverser                        |
| Église Saint-Pierre-et-Saint-Paul de Vaitupu      | Vaitupu (Hihifo)                    |         | 13° 13′ 50″ sud, 176° 11′ 07″ ouest |        |            |      | Église Saint-Pierre-et-Saint-Paul de Vaitupu      |
| Chapelle de Lano                                  | Alele (Hihifo)                      |         | 13° 15′ 24″ sud, 176° 10′ 09″ ouest |        |            | 1877 | Image manquante Téléverser                        |

## Critiques
Certaines de ces constructions, comme l'église de Lausikula, sont critiquées par certains habitants qui estiment que le coût est très élevé, que les possibilités de développer un tourisme sont assez faible. Pour l'évêque Ghislain de Rasilly, « la dimension spirituelle et intellectuelle de la foi se perd au profit de sa matérialisation et de son extériorisation ».